# Тимофеев, Александр Тимофеевич
Алекса́ндр Тимофе́евич Тимофе́ев (1883, Молодошково, Порховский район — 27 октября 1917, Москва) — солдат команды двинцев.

## Биография
Родился в семье крестьянина. Служил стражником в Порхове, а потом в Пскове. Со временем стал помогать арестованным большевикам. Был призван в царскую армию и отправлен на фронт. Погиб в первом бою на Красной площади в борьбе за Советскую власть около Воскресенских ворот.
Похоронен у Кремлёвской стены.